# دپوک (یوگیاکارتا)
دپوک (یوگیاکارتا) (اندونزیایی: Depok (Yogyakarta)) شهری در استان یوگیاکارتا کشور اندونزی است. جمعیت این شهر بر اساس سرشماری سال ۱۹۹۰ میلادی، ۱۰۶٫۸۲۵ نفر و بر اساس سرشماری سال ۲۰۰۰ میلادی، ۱۰۵٫۹۷۴ بوده که در سال ۲۰۰۷ میلادی به ۱۰۳٫۶۸۲ نفر افزایش یافته‌است.